# Bathyagonus infraspinatus
Bathyagonus infraspinatus är en fiskart som först beskrevs av Gilbert, 1904.  Bathyagonus infraspinatus ingår i släktet Bathyagonus och familjen pansarsimpor. Inga underarter finns listade.